# Jimmy Clairet
Jimmy Clairet (Parijs, 20 december 1990) is een Frans autocoureur.

## Carrière
Clairet begon zijn autosportcarrière in 2013 in de Franse Peugeot 208 Racing Cup, waarin hij in 2014 als tweede in het kampioenschap eindigde. In 2015 stapte hij over naar de Franse Renault Clio Cup. Hij won één race op het Circuit Magny-Cours en werd zesde in het kampioenschap.
In 2016 bleef Clairet actief in de Franse Renault Clio Cup. Daarnaast mocht hij dat jaar debuteren in de TCR International Series tijdens het raceweekend op Spa-Francorchamps voor het team Sébastien Loeb Racing in een Peugeot 308 Racing Cup.